# Alejandra Marino
Pour les articles homonymes, voir Marino.
Alejandra Marino est née à Rosario, le 12 février 1960. Elle est réalisatrice, scénariste et productrice audiovisuelle.

## Biographie
Née en Argentine, elle a vécu 10 ans à Cordoue.
Elle réalise aussi bien des documentaires que des fictions ou des thrillers. Ses films sont un mélange entre comédie et drame.
En 2011, elle réalise un documentaire Las muchachas. En 1947, les femmes obtiennent le droit de vote en Argentine. Eva Péron fait appel à des jeunes femmes, pour accélérer l'émancipation des femmes. Elles quittent leur famille, vivent dans des foyers pour femmes. Elles prennent conscience de leur statue. Elles deviennent des sujets politiques au service du Parti péroniste féminin, fondé par Eva Péron, en 1949. Las muchachas racontent l'histoire de ces premières militantes péronistes.
Alejandra Marino est engagée sur l'égalité entre les hommes et les femmes dans la société à l'écran et derrière. Dans The Sex of Mothers de 2012, elle traite des violences sexistes et de l'avortement.
Dans le monde du cinéma, elle est l'une des fondatrices de l'ACCIION Mujeres del Cinema. Pour Hacer la vida et Ojos de arena, ses équipes cinématographiques sont paritaires avec 50% de femmes.
Ojos de arena est un film sur la disparition d'un enfant et qui dénonce la traite humaine.

## Réalisations
- El 48,      ,2004[4]
- Franzie, 95min, 2009
- Las muchachas, 65min, 2011
- El sexo de las madres, 93min, 2012
- Como llegar a Piedra Buena, 67min, 2014
- Hacer la vida, 109min, 2020
- Ojos de arena, 92min, 2021

## Prix et distinctions
- meilleure réalisation, Salto's International Women's Film Festival, 2013, pour El sexo de las madres